# Mil veces
«Mil veces» es una canción de la cantante brasileña Anitta. Fue lanzada el 19 de octubre de 2023 a través de Republic Records como el segundo sencillo de su próximo sexto álbum de estudio, Funk Generation (2024). Una remezcla en portugués titulada «Mil vezes», que cuenta con la colaboración de la cantante brasileña Melody, fue lanzada el 4 de enero de 2024.

## Antecedentes y lanzamiento
El 17 de agosto de 2023, Anitta lanzó Funk Generation: A Favela Love Story, un EP audiovisual considerado como el «primer capítulo» de su próximo sexto álbum de estudio, Funk Generation (2024). El proyecto produjo los sencillos «Funk Rave», «Casi casi» y «Used to Be», cada uno lanzado con sus respectivos videos musicales. El 23 de septiembre, Anitta se presentó en el Global Citizen Festival en Nueva York, donde interpretó, entre otras canciones, un fragmento de «Mil veces». El 27 de septiembre, compartió un adelanto de la canción a través de TikTok. El 16 de octubre, anunció la fecha de lanzamiento de la canción con un avance de su respectivo videoclip en su cuenta de Instagram.

## Videoclip
El videoclip acompañante de «Mil veces» fue lanzado junto con la canción. Fue dirigido por Jackson Tisi y filmado en Canadá. Muestra a una pareja —interpretada por Anitta y Damiano David, vocalista de la banda italiana Måneskin— en una «relación tumultuosa».

## Premios y nominaciones
| Ceremonia             | Año  | Categoría         | Resultado | Ref.   |
| --------------------- | ---- | ----------------- | --------- | ------ |
| Premios Grammy Latino | 2024 | Grabación del año | Pendiente | [ 10 ] |

## Posicionamiento en listas
| Listas (2023)                       | Mejor posición |
| ----------------------------------- | -------------- |
| Brasil (Billboard Brasil Hot 100)   | 22             |
| Brasil (Top 10 Latino)              | 2              |
| Portugal (Billboard Portugal Songs) | 21             |